# Jelšava
 Jelšava (njem. Eltsch or Jelschau, mađ. Jolsva) je grad u Banskobistričkom kraju u  Slovačkoj. Upravno pripada okrugu Revúca.

## Zemljopis
Grad se nalazi na Slovačkom Rudogorju, u dolini rijeke  Muráň na visini od oko 258 m.  Udaljen je 10 km od Revuce, 100 km od Banske Bistrice i 105 km od Košica.

## Povijest
U  povijesnim zapisima grad se prvi puta spominje 1243. kao Illswa, (ostali nazivi grada su 1271. Elswa, 1344. Ilsua, 1564. Jelssawa, 1573. Jolssowa, 1582. Ilschwa, 1594. Oltcz, a 1592. Jelsowa, Josuach) kao važan rudarski grad koloniziraju ga Nijemci i Mađari. Turci su okupirali grad 1556., a grad je morao plaćati porez okupatorima. Raspadom Austro-Ugarske 1918. u grad je pripao Čehoslovačkoj, a od 1938. do 1945. okupirala ga je Mađarska. Godine 1993. grad je postao dio Slovačke.

## Stanovništvo
| Godina:     | 1993. | 2003.    | 2013.   | 2023.   |
| ----------- | ----- | -------- | ------- | ------- |
| Broj ljudi: | 2834  | 3319     | 3189    | 3160    |
| Razlika:    |       | +17,11 % | -3,91 % | -0,90 % |

| Godina:     | 2022. | 2023.   |
| ----------- | ----- | ------- |
| Broj ljudi: | 3177  | 3160    |
| Razlika:    |       | -0,53 % |

Grad je prema popisu stanovništva iz 2001. godine imao 3287 stanovnika.

### Etnički sastav
- Slovaci 84,39 %
- Romi 9,49 %
- Mađari 2,46 %
- Česi 1,16 %[6]

### Religija
- Rimokatolici 40,77 %
- Ateisti 28,02 %
- Luterani 16,28 %[6]

## Vanjske poveznice
- Web stranica grada

### Ostali projekti
|  | Zajednički poslužitelj ima još gradiva o temi Jelšava |